# Kultur Usbekistans
Die Kultur Usbekistans ist von der frühen Islamisierung, aber auch von nomadischen Einflüssen der Nachbarländer geprägt.

## Regionale und ethnische Unterschiede
Die Usbeken stellen einen Großteil der Bevölkerung, außerdem leben viele Tadschiken in Usbekistan. Im Gegensatz zu den Nachbarländern, deren Kultur bis heute im Nomadentum wurzelt und lange nur oberflächlich islamisiert waren, war die Region des heutigen Usbekistans schon seit dem frühen Mittelalter ein Kerngebiet islamischer Kultur. Wesentlich dafür war die hochentwickelte, persisch geprägte Stadtkultur. Insbesondere die alten Zentren in der heutigen Landesmitte, Buchara und Samarqand, haben kulturell eine außergewöhnliche Geschichte.

### Karakalpakstan
Die Karakalpaken sind kulturell und sprachlich eher mit den Kasachen als mit den Usbeken verwandt. Karakalpakische Schnitzereien und andere Kunstwerke sind landesweit bekannt.

## Traditionen
Zu den ältesten und wichtigsten kulturellen Überlieferungen des Landes gehört das traditionelle indoiranische Neujahrsfest Nouruz (usbekisch Navroʻz), das im Frühling feierlich begangen wird. Navroʻz ist ein gesetzlicher Feiertag.
Die Hochzeit ist ein sehr wichtiges Ereignis in dem Leben eines Ehepaares. Heutzutage haben die meisten Usbeken das Recht, ihren Ehepartner selbst zu bestimmen, allerdings haben die Eltern vor allem im ländlichen Raum noch Einfluss darauf.
Die Mahalla ist eine Gemeinschaft im Stadtviertel. Bei ihr werden Probleme durch den Ältestenrat gelöst oder Feste organisiert. Der Ältestenrat ist die höchste Instanz in der Mahalla und besitzt richterliche Kompetenzen.
Der Aberglaube ist weitverbreitet. So werden z. B. an vielen Orten Amulette gegen Geister oder den Bösen Blick verkauft, neidische Blicke werden für Unfälle zur Ursache gemacht und aus vielen Gebäuden ragen Holzpfähle hervor, die gegen Geister oder den Bösen Blick schützen sollen, indem sie den Blick von dem eigentlichen Gebäude ablenken.

## Küche
Usbekische Gerichte sind:
- Plow
- Laghman
- Mantı

## Malerei und Handwerk

### Traditionelles Handwerk
Teppiche aus Usbekistan, besonders die aus Buchara, sind überregional bekannt. Außerdem gibt es die Susani genannten Wandteppiche. Mit Tadschikistan hat Usbekistan die Webtradition, unter anderem der Halbseidengewebe Adras, gemeinsam.
Im 19. Jahrhundert hatte die Bucharaer Goldstickerei ihren Höhepunkt. Mit ihr wurden Khalate (Umhänge) hergestellt. Sie durfte nur von Männern ausgeübt werden.

## Musik

### Traditionelle Musik
Die usbekische Musik ähnelt der tadschikischen Musik. In Samarqand und Termiz wurden antike Malereien, die Musikinstrumente ähnlich der heutigen traditionellen Instrumente zeigen, gefunden. Die Kenntnis von der Musik Usbekistans geht auf das 4. Jahrhundert v. Chr. zurück. Die damalige Musik im heutigen Usbekistan wurde in der Antike von Herodot beschrieben. Sie beruht zu großen Teilen auf der Grundlage des Maqam. Die Rhythmen und melodischen Strukturen ähneln denen der iranischen Musik. Am bekanntesten ist der in Buchara, Samarkand und im angrenzenden Tadschikistan gepflegte Stil Schaschmaqam („sechs Maqame“). Dabei werden gleichzeitig 6 verschiedene Maqame sowohl rhythmisch als auch melodisch unabhängig voneinander gespielt. Der Alti-yarim Makom („sechseinhalb Maqame“) ist der Regionalstil der nördlichen Landesteile, während im Ferghanatal der in seinem Umfang reduzierte Tschahar Maqam („vier Maqame“) von Usbeken und Tadschiken gespielt wird. Schaschmaqam wurde im Jahr 2003 in die Liste des immateriellen Weltkulturerbes aufgenommen.
Die Dutar (Dotar) ist eine Langhalslaute, die von einem Bachschi als Begleitung seines Gesangs gespielt wird. Die Langtrompete Karnay und die Kegeloboe Surnay werden zu festlichen Anlässen gespielt.

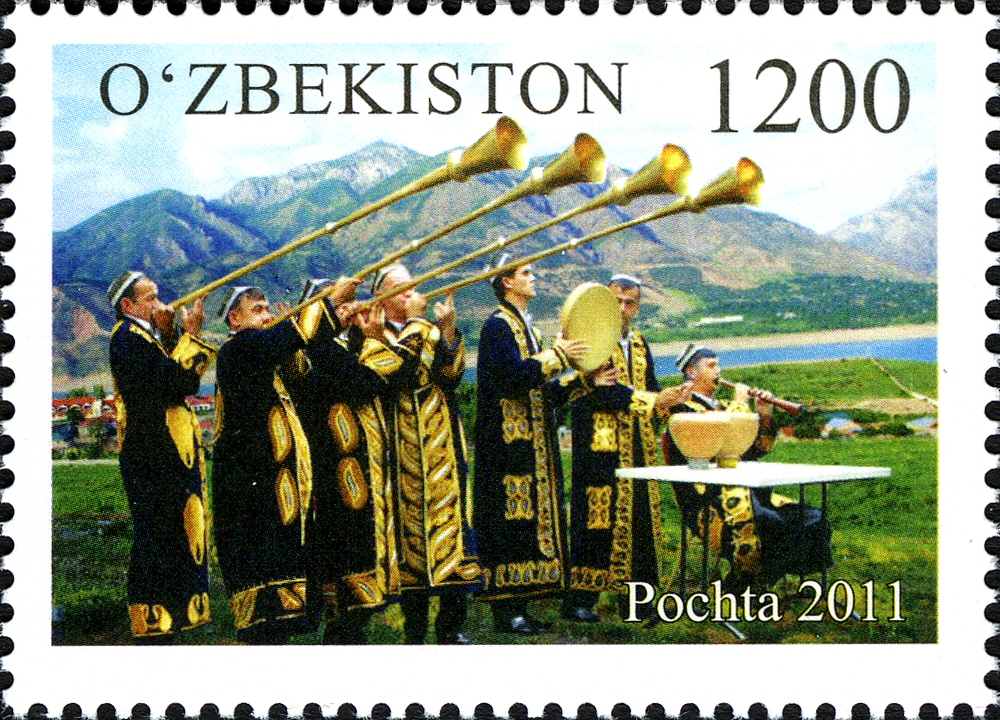
Briefmarke zu Ehren der Karnay

### Traditionelle Tänze
Usbekische Tänze bestehen mehr aus Handbewegungen und Mimik als europäische Tänze. Die traditionellen Tänze sind in Volkstänze und Klassische Tänze unterteilt, bei welchen man mehrere Schulen mit jeweils einzigartigen Stilen unterscheiden kann: die Bucharaer Schule, die Choresmer Schule und die Ferganische Schule.
Unter den Volkstänzen sticht Lazgi hervor, ein traditioneller Tanz aus Choresmien, der 2019 in die UNESCO-Liste des immateriellen Kulturerbes der Menschheit aufgenommen wurde. Die szenische Form des Tanzes enthält festgelegte Schritte, während eine improvisierte Form den Tänzern mehr Freiheiten lässt. Der Gesang zur Musik des Tanzes behandelt Themen der Liebe und Güte, und der Tanz, der bei offiziellen wie auch bei familiären Feierlichkeiten aufgeführt wird, soll Zuschauer leicht zum Mittanzen animieren.

### Popmusik
Die moderne Usbekische Musik vereint westliche und traditionelle Elemente. Rapmusik ist unter jüngeren Usbeken populär, wird aber von der Regierung zensiert.

## Architektur

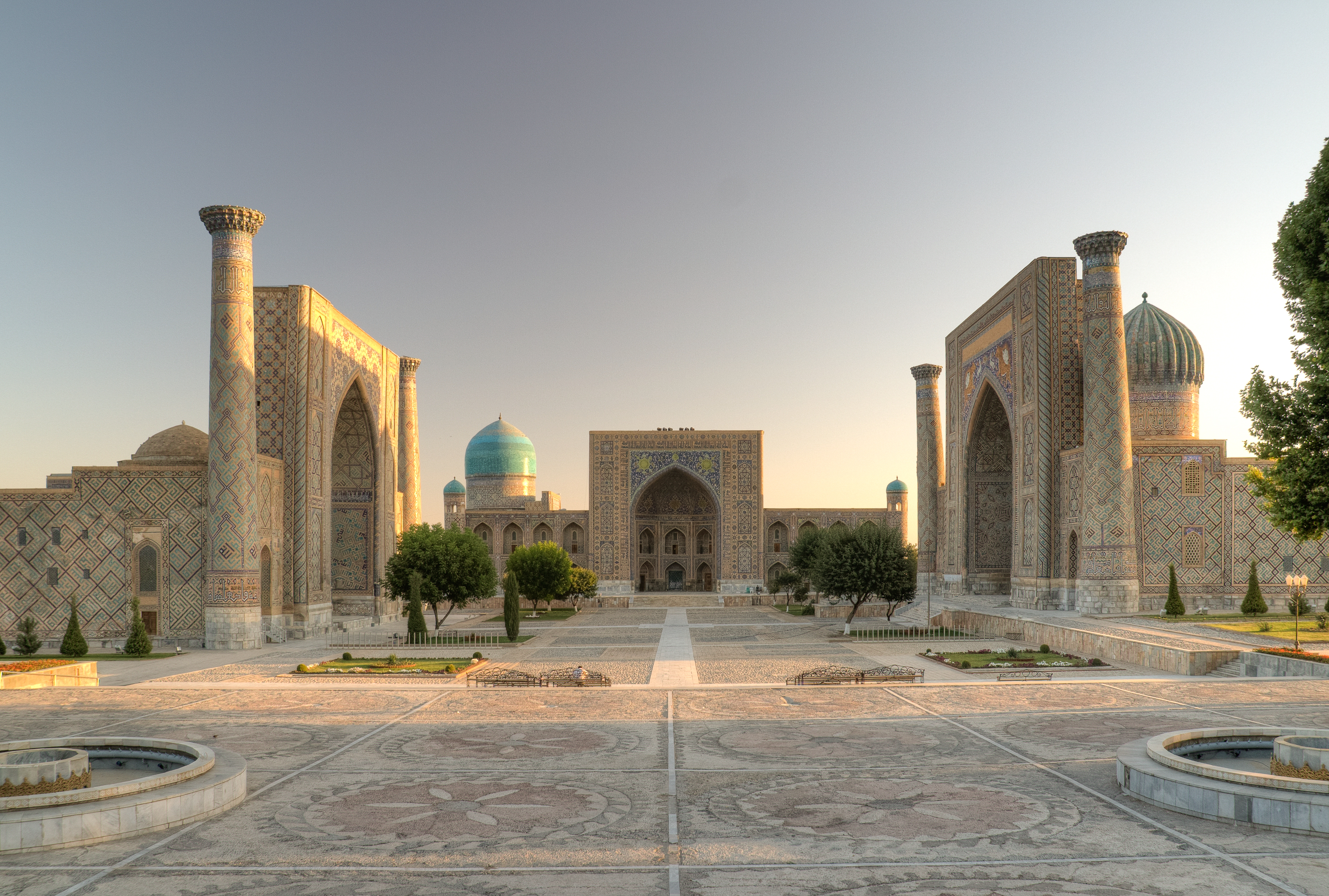
Der Registan in Samarqand

Bauwerke vor dem 10. Jahrhundert sind nicht erhalten, da für den Bau ungebrannter Lehm benutzt wurde. Ab dem 10. Jahrhundert fand jedoch ein Umschwung in der Kunst statt und erstmals tauchten auch Ornamente auf. Im 11. und 12. Jahrhundert wurden sie vorwiegend mit Ziegelsteinen, Holz oder Terrakotta gestaltet, danach tauchten auch glasierte Ziegel auf. Die Ornamente stellten meist Kalligraphie oder geometrische Muster dar. Zu Zeiten der Timuriden ab dem 14. Jahrhundert wurden zahlreiche Monumentalbauten mit Hilfe von Architekten aus den eroberten Ländern errichtet. Sie brachten neue Inspiration und Techniken in die Architektur: Die Mosaike wurden mehrfarbig, im Inneren mit Blattgold gestaltet. Ab dem 16. Jahrhundert wurden die Innenräume so gestaltet, dass es den Eindruck erweckt, als würde die Kuppel schweben.

### Weltkulturerbe
Auf der Liste des (materiellen) UNESCO-Weltkulturerbes sind unter anderem folgende Architekturdenkmäler zu finden:
- Altstadt von Buchara (1993)
- Altstadt von Shahrisabz (2000)
- Altstadt von Chiwa (1990)
- Samarqand (2001)

## Sport

### Olympische Spiele
Seit 1994 nimmt Usbekistan an den Olympischen Winter- und Sommerspielen teil. Das Land konnte bei den Sommerspielen bis 2022 20 Bronze-, 6 Silber- und 10 Goldmedaillen gewinnen, sowie eine Goldmedaille bei den Winterspielen 1994.

### Fußball
Fußball ist die populärste Sportart. Im Jahr 1994 wurde die Nationalmannschaft Mitglied der FIFA und gewann im selben Jahr die Asiatischen Spiele in dieser Disziplin.
Die Uzbekistan Super League ist die höchste Fußballliga des Landes. Zu den erfolgreichsten Mannschaften gehören der Rekordmeister Paxtakor Taschkent und Lokomotiv Taschkent.

### Andere Sportarten
Im Schach konnte Usbekistan mehrmals Erfolge erzielen, so wurde Usbekistan z. B. 2022 Zweiter bei den Schachweltmeisterschaften im Team. Eishockey ist wie in vielen ehemaligen Sowjetrepubliken relativ populär. Im Boxen sind die Athleten auch besonders erfolgreich.
Usbekistan ist Vollmitglied des Rugby-Weltverbands. Rugby Union wird bisher vornehmlich an Universitäten und beim Militär praktiziert, allerdings ist ein Programm an Schulen geplant.
Kurash ist ein Stil des Wrestlings aus Zentralasien und ist in Usbekistan verbreitet. Eine andere traditionelle Sportart ist Kopkari. Dabei versuchen zwei Mannschaften, eine Ziege ins Ziel zu bringen und die gegnerische dabei zu behindern.

## Medien
Das Fernsehen ist das beliebteste Medium. Der größte nationale Sender ist das Staatsfernsehen, aber auch russische Sender erzielen hohe Einschaltquoten. Etwa 50 % der Bevölkerung nutzten 2022 das Internet.
Die Pressefreiheit in Usbekistan ist immer noch eingeschränkt, allerdings hat sich die Situation seit dem Tod des Präsidenten Islom Karimov etwas verbessert. Die Mediensender werden größtenteils vom Staat kontrolliert. 2023 sind (Stand Mai, laut Reporter ohne Grenzen) 5 Journalisten inhaftiert. Unter dem autoritären Herrscher Islom Karimov wurden die Medien stark zensiert und eingeschränkt, nur wenige Webseiten mit Sitz im Ausland äußerten sich kritisch. Der Zugang zu ihnen wurde in Usbekistan blockiert. Nach dem Tod des Präsidenten 2016 wurde die Pressefreiheit verbessert und die Medien erleben einen Boom.

## Film
Usbekfilm ist das älteste Filmstudio Usbekistans und war zu Zeiten der Sowjetunion auch eines der erfolgreichsten der Region. Neuere usbekische Filme bekamen jedoch kaum internationale Aufmerksamkeit.
In Taschkent findet jährlich das Tashkent International Film Festival statt. Ein wichtiger Höhepunkt dabei ist der Grand Prix, bei dem insbesondere an junge Menschen gerichtete Kurzfilme innerhalb von fünf Tagen in ganz Usbekistan gedreht werden.

## Religion
Siehe auch: Usbekische Juden, Christentum in Usbekistan

Usbekistan ist ein säkularer Staat, wobei allerdings der Islam eine wesentliche Rolle spielt. Die meisten Christen sind ethnische Russen und gehören der russisch-orthodoxen Kirche an.
Obwohl die Verfassung Säkularismus und Religionsfreiheit vorsieht, werden einzelne (besonders protestantische) Christen und christliche Gemeinden oder Gruppen stark benachteiligt. Der Druck auf usbekische Christen hat über die Jahre zugenommen. Nach dem Weltverfolgungsindex belegt Usbekistan den Platz 21 (Stand August 2021). Auch Amnesty International beklagt die eingeschränkte Religionsfreiheit, vor allem für behördlich nicht zugelassene Gruppen wie die christlich-evangelikalen Gemeinden und schiitische Muslime.

### Islam
Etwa 90 % der Usbeken sind sunnitische Muslime. Obwohl Usbekistan als einer der ersten Staaten Zentralasiens islamisiert wurde, wird die Religion nicht besonders streng genommen, der in Usbekistan meist praktizierte Islam ist eher ein Volksislam. Aber auch der strengere, traditionellere Islam erfreut sich wachsender Beliebtheit.
Angesichts der Rolle, die der Islam in der Geschichte Usbekistans gespielt hat, erwarteten viele Beobachter, dass der islamische Fundamentalismus nach der Unabhängigkeit, die das Ende des offiziellen Atheismus der Sowjetunion bedeutete, stärker werden würde. Man erwartete, dass in einem islamischen Land, dem die Religionsfreiheit lange Zeit verweigert wurde, der Ausdruck seines vorherrschenden Glaubens sehr schnell zunehmen würde. Unter anderem damit hat Islom Karimov seine autoritäre Politik gerechtfertigt.